# Leuciak
A leuciak ókori nép, akik Gallia Belgicában, a mai Lotaringia déli részén éltek. Városaik Tullum (ma Toul, a Mosel partján) és Nassium (ma Naix) voltak. Iulius Caesar és[forrás?] Tacitus tesz említést róluk. 